# Wight Converted Seaplane
Wight Converted Seaplane byl britský dvoumístný jednomotorový plovákový dvouplošník z období první světové války.

## Vznik
Letoun Wight Converted Seaplane vznikl přímo z pozemního stroje Wight Bomber, který byl v roce 1916 neúspěšně nabízen Admiralitě. Konkurenční typ Short Bomber již vyrábělo několik podniků a navíc se očekávala dokonalejší a výkonnější konstrukce, Handley Page O/100. Společnost White a konstruktér Wright proto Wight Bomber adaptovali pro vzlet a přistání z vodních ploch. Kolový podvozek byl nahrazen dvojicí celodřevěných plováků instalovaných pod trup, na konce spodního křídla byly umístěny malé vyrovnávací plováky a rovněž ostruhu nahradil malý plováček. Těsně u trupu byla přidána čtvrtá příhrada křídelních vzpěr. Motor byl kapalinou chlazený vidlicový dvanáctiválec Rolls-Royce Mk.II o 202 kW, zakrytý plechy.

## Vývoj
Úspěšnou vodní adaptaci Admiralita objednala v počtu padesáti kusů, jejichž hlavňovou výzbroj tvořil kulomet Lewis ráže 7,7 mm na oběžném kruhu Scarf, který ovládal letecký pozorovatel.[zdroj⁠?!] Další výzbroj tvořily dvě 45 kg a dvě 50 kg pumy.[zdroj⁠?!]
Do pozdější produkce letounů byl zabudován výkonnější motor Rolls-Royce Eagle VI o 237 kW, do poslední série pak vidlicový osmiválec Sunbeam Maori o výkonu 195 kW.[zdroj⁠?!] Jeho zástavba si však vyžádala vyosení kýlovky, jeden exemplář měl i vyosený motor o 3°. Instalace Maori byla aerodynamicky jemnější, protože měl čelní chladič, na rozdíl od vysokého skříňového u pohonných jednotek Rolls-Royce. Jeden z Converted Seaplanů měl větší vyrovnávací plováky.

## Nasazení
Typ sloužil z řady pobřežních základen RNAS, například z Calshotu, francouzského Cherbourgu, nebo Portlandu. Osádka jednoho cherbourského letounu (9860), podporučík C. S. Mossop a mechanik A. E. Ingledev, potopila 18. srpna 1917 zásahem 45 kg pumy přímo před periskop německou ponorku UB-32. Za tuto akci byl pilot Mossop vyznamenán záslužným křížem D.F.C. Stejný stroj napadl 4. září další německou ponorku, ale bez účinku. Následně odletěl do Cherbourgu pro tři nové 45 kg pumy, kterými plavidlo opět napadl. Další dva stroje z Portlandu zaútočily 18. října a 11. listopadu čtyřmi pumami na ponořující se ponorky, které překvapily na hladině.
Po vzniku RAF 1. dubna 1918 byly všechny jednotky RNAS používající Seaplany na rozličných pobřežních základnách sloučeny v 241. a 243. peruť RAF. Konec války přežilo pouze pět letounů, dva s motory Rolls-Royce u 243. perutě v Cherbourgu a tři se Sunbeamy u 210. výcvikové a skladové základny v Calshotu. V listopadu 1918 byly jako zastaralé vyřazeny.

## Specifikace
Údaje platí pro stroje s motory Rolls-Royce Mk.II

### Technické údaje
- Osádka:
- Rozpětí: 19,96 m
- Délka: 13,61 m
- Výška: 4,88 m
- Nosná plocha: 73,06 m
- Hmotnost prázdného letounu: 1703 kg
- Vzletová hmotnost: 2518 kg
- Pohonná jednotka:
- Výkon pohonné jednotky:

### Výkony
- Maximální rychlost v 610 m: 136 km/h
- Maximální rychlost v 1980 m: 133 km/h
- Výstup do 610 m: 4,33 min
- Výstup do 3050 m: 42,5 min
- Dostup: 2925 m
- Vytrvalost: 3,5 h